# 国立病院機構さいがた医療センター
独立行政法人国立病院機構さいがた医療センター（どくりつぎょうせいほうじんこくりつびょういんきこうさいがたいりょうセンター）は、新潟県上越市大潟区にある医療機関。独立行政法人国立病院機構が運営する病院である。旧国立療養所犀潟病院→独立行政法人国立病院機構さいがた病院。政策医療分野における精神疾患、神経・筋疾患、重症心身障害の専門医療施設である。

## 診療科
- 精神科
- 神経内科
- 内科
- 小児科
- 整形外科
- リハビリテーション科
- 放射線科
- 消化器科
- 歯科

## 沿革
- 1943年 - 日本医療団により創設。
- 1948年 - 厚生省移管（国立新潟療養所分院として。その後国立療養所犀潟病院となる）。
- 2001年 - 厚生労働省移管。
- 2004年4月 - 独立行政法人国立病院機構さいがた病院となる[1]。
- 2006年4月 - 医療観察法に基づく指定入院病棟開設[1]。
- 2013年10月 - 独立行政法人国立病院機構さいがた医療センターとなる[1]。
- 2021年3月 - 新潟県災害拠点精神科病院に指定。

## 指定・認定
- 医療観察法に基づく指定入院医療機関[1]

## 交通アクセス
- JR信越本線・北越急行ほくほく線 犀潟駅から徒歩7分